# 近鉄10100系電車
近鉄10100系電車（きんてつ10100けいでんしゃ）は、近畿日本鉄道（近鉄）が1959年から1963年にかけて製造した特急形車両の1系列である。
本項では解説の便宜上、上本町・近鉄難波方先頭車の車両番号+F（Formation=編成の略）を編成名として記述（例：モ10101以下3両編成=10101F）する。

## 登場までの経緯
近鉄では1952年1月の社内誌『ひかり』において次世代特急車の構想イラストを掲載するなど、このころから既に斬新な特急専用車についての構想を持っていたが、それが具現化するのは1958年である。日本国有鉄道（国鉄）が東海道本線にカルダン駆動方式を用いた新性能の特急形車両である20系電車（後の151系）を登場させて「こだま」での運用を開始し、さらに同機構を採用した91系電車（後の153系）が東海道本線の急行・準急に投入されたため、名阪輸送で競合する近鉄は危機感を強めた。当時、名古屋線は大阪線および山田線と軌間（線路幅）が異なっており（名古屋線は1,067mmの狭軌、その他は1,435mmの標準軌）、名阪間を近鉄で移動するには両線が接続する伊勢中川駅での乗り換えを必要としていたが、国鉄の準急「比叡」に対抗するためには、名古屋線を標準軌に改軌して直通運転を行い、さらに国鉄の特急電車をも上回る設備の特急車を導入する必要があった。
このため1958年、試作車的に10000系ビスタカー（ビスタI世）7両編成1本を製造して阪伊特急に投入した。その結果を受けて本格的な名阪特急用特急車として設計、製造されたのが本系列である。
なお、近鉄では名古屋線の改軌完成を1960年2月に予定しており、そのため本系列も元々はこのタイミングでデビューする予定であったが、1959年9月に発生した伊勢湾台風によって名古屋線はその多くが壊滅的な被害を受けた。しかし当時の近鉄社長であった佐伯勇はこれを逆手に取って改軌の前倒しを決断し、改軌完成および本系列の登場とも本来の予定より3か月前倒しされ、1959年12月12日となった。

## 概要
10000系の成果と反省を生かした量産型2階建て特急車で「ビスタカー」としては2世代目となるため、近鉄公式の通称は「新ビスタカー」である。30000系「ビスタカー」登場後は「ビスタII世」と呼称されるようになる。

### 形式
モ10100形（制御電動車） - サ10200形（付随車） - モ10300形（制御電動車）による3両編成である。
他の特急車両との連結を考慮し、先頭車両は非貫通流線型と貫通型の2種類とされた。そのため本系列は3種類の編成が存在する。
- 宇治山田方先頭車（モ10300形）が貫通型→A編成（5編成）
- 上本町方先頭車（モ10100形）が貫通型→B編成（5編成）
- 両先頭車とも貫通型→C編成（8編成）

1959年に第1次車としてABC編成各4編成、翌1960年に第2次車AB編成各1編成とC編成2編成、1963年にC編成2編成の18編成54両全車が近鉄グループの近畿車輛で製造された。
第2次車製造時に各編成の番号を揃えるため以下の改番が行われている。
B編成
- 10105F（初代）→10109F（2代）

C編成
- 10109F（初代）→10113F
- 10110F（初代）→10114F

なお、上記編成の改番により以下の2編成が製造発注時と落成時の車両番号が変更された。
- 10113F（発注）→10105F（2代・落成/A編成）
- 10114F（発注）→10110F（2代・落成/B編成）

| 大阪・京都発着編成 名古屋発着編成 | ← 上本町宇治山田・近畿日本名古屋 → ← 上本町・宇治山田近畿日本名古屋 → | ← 上本町宇治山田・近畿日本名古屋 → ← 上本町・宇治山田近畿日本名古屋 → | ← 上本町宇治山田・近畿日本名古屋 → ← 上本町・宇治山田近畿日本名古屋 → | ← 上本町宇治山田・近畿日本名古屋 → ← 上本町・宇治山田近畿日本名古屋 → | ← 上本町宇治山田・近畿日本名古屋 → ← 上本町・宇治山田近畿日本名古屋 → | ← 上本町宇治山田・近畿日本名古屋 → ← 上本町・宇治山田近畿日本名古屋 → | ← 上本町宇治山田・近畿日本名古屋 → ← 上本町・宇治山田近畿日本名古屋 → | ← 上本町宇治山田・近畿日本名古屋 → ← 上本町・宇治山田近畿日本名古屋 → |
| 形式                              | モ10100形 (Mc)                                                        | サ10200形 (T)                                                         | モ10300形 (Mc)                                                        |                                                                       |                                                                       |                                                                       |                                                                       |                                                                       |
| 搭載機器                          | ◇,CON,◇                                                               |                                                                       | MG,CP                                                                 |                                                                       |                                                                       |                                                                       |                                                                       |                                                                       |
| 自重                              | 36.85t                                                                | 19.15t                                                                | 35.8t                                                                 |                                                                       |                                                                       |                                                                       |                                                                       |                                                                       |
| 定員                              | 64                                                                    | 52（2階…36 1階…16）                                                   | 64                                                                    |                                                                       |                                                                       |                                                                       |                                                                       |                                                                       |
| 車内設備                          |                                                                       | トイレ・電話室 車内販売控室                                           |                                                                       |                                                                       |                                                                       |                                                                       |                                                                       |                                                                       |

- 形式欄のMはMotorの略でモーター搭載車（電動車）、TはTrailerの略でモーターを搭載しない車（付随車）、Mcのcはcontrollerの略で運転台装備車（制御車）。
- 搭載機器欄のCONは制御装置、MGは補助電源装置、CPは電動空気圧縮機、◇はパンタグラフ。
- 編成定員は180名。

### 車体
10000系の設計を踏襲し、側窓を複層ガラスによる固定窓とする空調完備の全金属製準張殻構造車体である。
窓配置はモ10100・10300形がdD8、サ10200形が上下階とも側窓が5枚ずつの5/5D（d：乗務員扉、D：客用扉）で、客用扉は10000系の850mm幅4枚折り戸ではなく750mm幅の2枚折り戸とされ、側窓はいずれも1.5m幅の大窓とされた。車体幅は2,800mm、高さ方向の寸法はモ10100・10300形で屋根高さ3,600mm、床面高さ1,100mm、框高さと窓天地をともに750mmとし、以後12600系に至るまでの基準が確立された。
座席はサ10200形1階のみシートピッチ1,040mmの大型テーブルつき固定式クロスシートで、それ以外はシートピッチ920mmの2人掛け回転式クロスシートとし、いずれの座席にも2250系から継承されたシートラジオを装備したほか、車内には列車公衆電話・冷水機を設置した。
サ10200形の2階席部分は快適性向上と収容力拡大を目的として、ドーム構造で2階席が2列+1列であった10000系に比して各部寸法を当時の車両限界の最大値ぎりぎりまで拡大することで、2階席を2列+2列構成としており、本来であれば建築限界に抵触する規格外仕様として許認可が得られないところを実際の建築物に影響がないことを前提として、運輸省（現・国土交通省）から特認を得ることで問題を解決した。10000系同様、スペースの制約上から網棚は未装備である。
塗装は窓周りが藍色（ネイビーブルー）でその他がオレンジ（ただしトイレ改造工事施工までは階下席窓下部はグレー）のツートンカラーになり、以後21000系「アーバンライナー」など固定編成を組む車両を除いた特急用車両の標準色になった。近鉄大阪線列車衝突事故の時に連結されていたのはC編成であった。
流線型運転台の前面曲面ガラスは、製造技術の問題からV1編成のモ10101のみ左右4枚構成。以降は2枚構成とした。

### 主要機器
試作車の10000系では、ボギー構造の電動車ユニット2組間に両端車体を2階建てとした3車体連接構造の付随車ユニットを前後から挟み込んだ混合編成を採用したが、本系列では両端車体を普通構造の電動車とし中間車体を2階建てとする3車体連接車となった。これに伴い、連接台車を含めた1編成4台車をすべて電動台車としたため、通常のボギー車であれば電動車2両分に相当する走行性能を確保した。

#### 主電動機
主電動機は三菱電機MB-3020Dを各台車に2基ずつ搭載する。駆動装置はWNドライブで、歯数比は1:3.85。
全電動車方式で起動加速度2.5km/h/s・減速度4.0km/h/s・平坦線釣り合い速度150km/h・許容速度170km/h・33‰上り勾配釣合速度98km/hの走行性能を実現した。

#### 主制御器
三菱電機ABFM-178-15MDHで、力行が直列15段・並列19段・弱め界磁4段・界磁4段、発電制動が弱め界磁4段・抵抗15段の電動カム軸式自動加速制御器である。

#### 補助電源装置
日立製作所HG-584-Arがモ10300形に設置された。

#### 集電装置
東洋電機製造PT-42-Qがモ10100形に2基搭載された。

#### ブレーキ
抑速制動・発電制動と同期するHSC-D電磁直通ブレーキを装備する。

#### 空気圧縮機
D-3-FRがモ10300形に設置された。

#### 台車
全車ともベローズ式空気ばねを枕ばねとして備える、近畿車輌製のシュリーレン式円筒案内式台車を装着する。全電動車方式のため、基礎ブレーキ装置は全形式とも台車シリンダー式の両抱き式踏面ブレーキを搭載する。
1次車
KD-30（両端台車）・KD-30A（連接台車）
- いずれも10000系が装着していたKD-26・KD-27・KD-27Aの基本構造を踏襲して設計された。そのため、1450形で試作されたKD-7・KD-25の流れを汲む、揺れ枕吊りの吊りリンクを主に線路方向にスイングする構造のユニバーサルリンクとした短リンク式揺れ枕機構を備える。ただし直進安定性改善のため、軸距を従来近鉄のWNドライブ車で標準であった2,100mmから2,200mmに延長している。

2次車
KD-41（両端台車）・KD-41A（連接台車）
- KD-30・KD-30Aを装着した1次車において、高速走行時にピッチング現象が目立つことが指摘されたため、対策として揺れ枕を枕木方向へ延伸・一体構造として同方向へスイングするようにした、長リンク式揺れ枕機構へ変更された。これにより、揺動特性の改善と合わせて構造簡素化で若干のコストダウンが実現している。軸距は変更はなく2,200mmである。
- 一定の成果が確認されたため、1次車も1960年から1963年にかけて台車をKD-41D・KD-41F（両端台車）・KD-41E（連接台車）に交換し、不要となったKD-30・KD-30Aは枕ばね部分をコイルばねに交換してKD-30B（電動車用）・KD-30C（制御車用）へ改造し、本系列と同じくMB-3020系電動機を主電動機として搭載する通勤車である、大阪線1480系と名古屋線1600系の一部へ転用された。

3次車
KD-41F（両端台車）・KD-41G（連接台車）
- 1次車の台車交換用として設計されたKD-41F・KD-41Eの構造を踏襲するが、連接台車については、改良を実施しさらなる乗り心地の改善を図った。軸距に変更はない。

#### 冷房装置
10000系までの川崎重工業KM-7集中式冷房装置の採用を止めて、冷凍能力20,000kcal/hの日立製作所製集中式冷房装置をサ10200形の前後デッキ部に設けられた機械室に各1基搭載し、そこから自車だけでなく、前後の電動車へたわみ風洞を用いて冷風を供給する構造とした。

### 改造
1967年より18編成中10編成について車内販売準備室を撤去し、ミニスナックコーナーを設置する工事を施工。
1969年ごろより、トイレは汚物タンク設置改造により全体の位置をかさ上げする形で移設された。これによってトイレの上部が2階席スペース内にはみ出す形になり、その部分を荷物置き場としている。
- サ10200形は片側の窓が2か所（階上・階下各1か所）埋められ、上記の通り2階席スペース内にはみ出したトイレ上部のスペースを荷物置き場にしたため定員も52人から48人に変更。また車体裾部分の塗装がグレーから青に変更された。

1975年ごろより先頭車にスカート（排障器）を設置。
また改造ではないが、1967年夏に3か月間程10103Fにテレビ受像機を搭載。モ10303にテレビアンテナ2基をカバーで覆い設置する試験を行ったが、大阪線山間部での受像能力の関係で採用を見送った。

## 運用

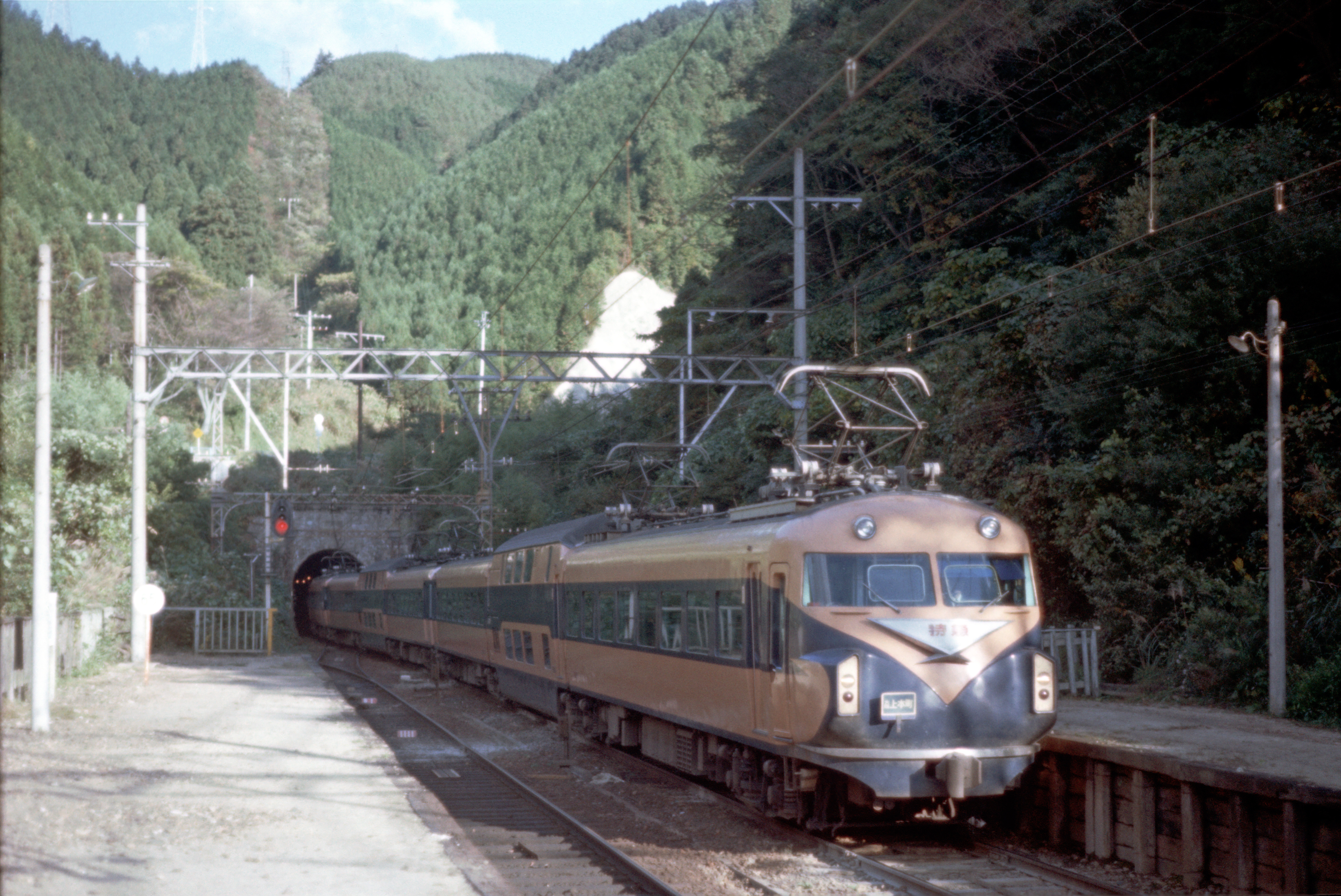
旧青山トンネルを出て、旧西青山駅を通過する10100系A編成を先頭とした上本町行特急。

1959年12月に伊勢湾台風の復旧とあわせて名古屋線の改軌工事が完成し、名阪ノンストップ特急が運転を開始すると、本系列は当初の予定通り6両編成で運用に投入され、上本町駅（現・大阪上本町駅） - 近鉄名古屋駅間を下りが2時間20分、上りが2時間27分で走破した。その後1963年3月には名阪間（鶴橋駅 - 近鉄名古屋駅間）2時間10分に短縮され、当時の国鉄を価格・速度・居住性などの面で凌駕した。
これにより名阪間の市場占有率（シェア）は1963年には近鉄が69.4%を占めるなど圧倒的な力を持つことになるが、1964年に東海道新幹線が開業し「ひかり」が名阪間（名古屋駅 - 新大阪駅間）を1時間31分（翌年1時間8分に短縮）で結ぶようになると勝負にならなくなり、名阪間における近鉄のシェアは1965年には32.7%、翌1966年には19%まで急速に下落した。そのため、1965年以降は本系列は新幹線に接続する名伊特急や阪伊特急などにも運用されるようになり、他系列との混結運用が増加し、本系列のみによる6両編成での運用は大幅に減少した。
12000系・12200系「スナックカー」の登場後は、本系列も「車内売店」として一部の編成に「ミニスナックコーナー」を設置し、軽食・茶菓を提供した。以後の名阪特急は本系列の3両単独編成や12000系の2両編成による運行となったが、1975年には本系列は名阪ノンストップ特急の運用から外れ（ミニスナックコーナーの営業も同時期に廃止）、その直前からは車両限界の制約がなくなった京都線・橿原線にも一部が運用されるようになった。

## 廃車

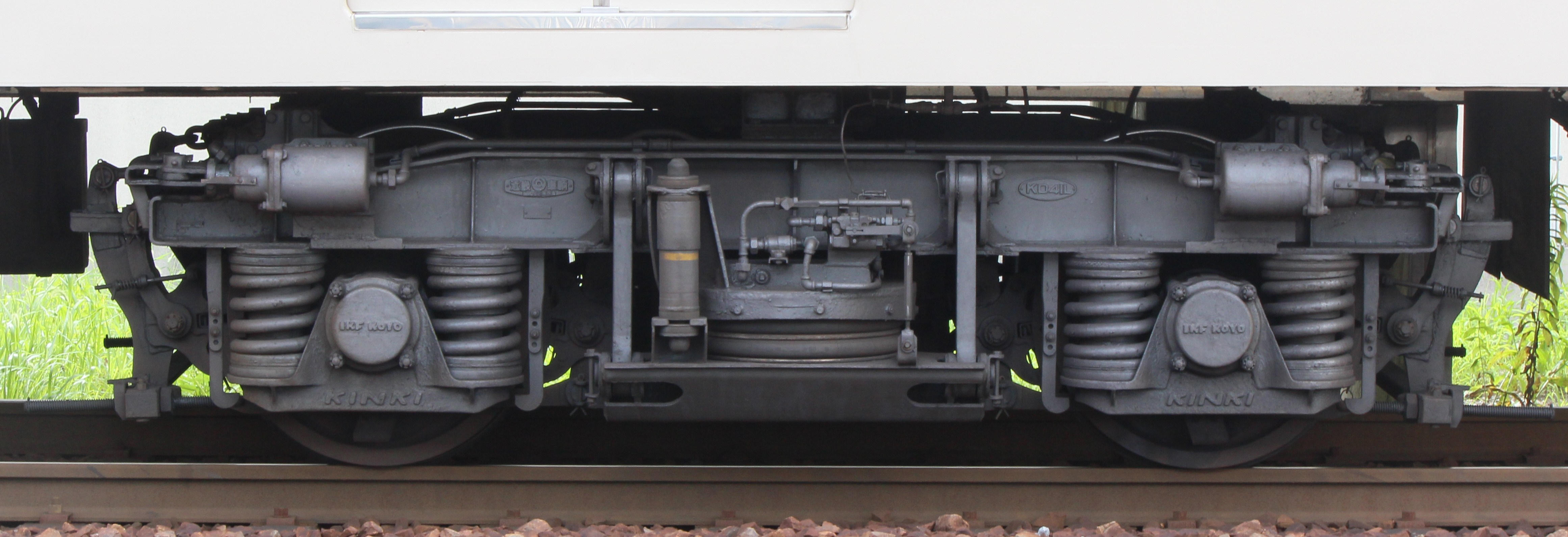
2000系 (2101) に転用されたKD-41L台車

名阪ノンストップ特急からの撤退後、本系列は停車駅の多い乙特急へ転用されたが、以下の問題点が露呈しはじめていた。
- 2階建て車両は収納力が大きいが、乗降扉数が1両に1か所ずつで乗客数に対して少ないことから乗降に時間がかかるため[注 14]、停車駅の多い乙特急での運用には不向きであった[注 15]。
- サ10200形に搭載された集中式冷房装置の老朽化による性能低下の影響で、特に冷気の流れにくい2階席は効きの悪さが目立った。
- A編成・B編成は片側の先頭車が非貫通であることから運用上の制約が発生した。
- 連接構造であるため保守に手間がかかる。
- 当時増備が進められていた汎用特急車の12000系・12200系（シートピッチ980mm、簡易リクライニングシート装備）と比べて、座席がかなり見劣りするものであった。

これらの点で1977年から12400系の登場により廃車が開始され、1979年には30000系を後継車とする形で全車廃車が決定された。この時期は名伊乙特急・京奈特急・阪奈特急でも運用されていた。
本系列は近鉄を象徴する車両であったが1978年春に廃車が決定した事から試運転でも実施されなかったA編成+C編成+B編成の3編成併結9両編成で名伊・阪伊乙特急に投入された。この運用は翌1979年7月のさよなら運転まで続いた。
1979年10月、10118Fの廃車をもって形式消滅となった。同編成は廃車後も1年余り高安検車区に留置していたが、後に解体されている。
廃車後は以下の部品が転用されている。
- 台車・主電動機などの走行機器
  - 2000系
  - 920系高性能化改造用
  - モ680形[注 18]（台車のみ）
- 制御機器
  - 30000系（一部編成のみ）
- 座席
  - 16000系（16009F）
  - 16010系（モケット張替施工）